# ダリル・ランズウィック
ダリル・ランズウィック（Daryl Runswick、1946年10月12日-）は、クラシック音楽の教育を受けたイギリスの作曲家、編曲家、ジャズミュージシャン、プロデューサー、そして教育者である。

## 経歴
ランズウィックはイングランドのレスターで生まれ、ワイゲストン男子グラマースクールとケンブリッジ大学コーパス・クリスティ・カレッジで教育を受けた。1960年代半ばから彼は、ディック・モリシーやジョン・ダンクワースなどイギリスを代表するジャズミュージシャンと共にベースを弾くようになり、彼らと共に12年間に渡りツアーをし、作曲をした。1969年に彼はライオネル・グリグソンｰピート・バーダンクインテットのメンバーとなり、1972年にイアン・ヘイマー七重奏団で演奏と録音をしたが、そのバンドでタビー・ヘイズや多くのメンバーと共演し、1970年代を通してロンドン・ジャズ・フォーのメンバーとしても活動した。スタジオ・ミュージシャンとして彼はポピュラー音楽の世界にも活動を広げ、アラン・パーソンズ・プロジェクトの最初のレコーディングに参加したり、エルトン・ジョンとも共演した。
彼は又ロンドン・シンフォニエッタ、ナッシュ・アンサンブル 、キングズ・シンガーズ、ピエール・ブーレーズ、オーネット・コールマン、サイモン・ラトル、そしてサラ・ヴォーンとも共演している。
クレオ・レーンは彼の曲をいくつか録音している。
1983年から1998年にかけて、彼は前衛電子音楽ヴォーカルグループ「エレクトリック・フェニックス」のテノール歌手および専属作曲家となり、世界中で演奏し、作曲家のルチアーノ・ベリオ、ピエール・ブーレーズ、ジョン・ケージ、そしてアンリ・プッスールと共同作業をした。
1995年から2005年まで彼はトリニティ・カレッジ・オブ・ミュージックの作曲部門長を務めた（著名な学生にはAngie Atmadjaja、藤倉大、Harris Kittos、そしてレイナルド・ヤングがいる）。
作曲家として彼は映画音楽やテレビ音楽を書いたが、その中には映画 Gullsandur (Golden Sands) (1985) 、No Surrender (1985), テレビシリーズの Brond (1987) with ビル・ネルソン, The Advocates (1991–92) and Seekers (1993)　がある。彼の主要作品である、声とコンピュータ制御電子音とオーケストラのための「Maybe I Can Have an Everlasting Love」は、2005年にロンドンで初演された。彼の作品はジェフリー・スキッドモア指揮のBBC交響楽団で演奏されている。
レコードプロデューサーとして、ランズウィックはキース・ティペットの録音も手掛けている。
ランズウィックはスタンダードな教科書『Rock, Jazz and Pop Arranging』の著者である。

## ディスコグラフィー
- The Johnstons (1968)
- Atlantic Bridge (1970)
- That's Just the Way I Want to Be (1970) [ブロッサム・ディアリー]
- Rites and Rituals (1970) [Ray Russell]
- Rock Workshop (1971) [Ray Russell]
- The Very Last Time (1971) [Ray Russell]
- From the Beggar's Mantle (1971) [Barbara Dickson]
- Live at the ICA (1972) [Ray Russell]
- Acropolis (1972) [Ian Hamer Septet] (released 2005)
- Secret Asylum (1973) [Ray Russell]
- Tales of Mystery and Imagination (1976) [アラン・パーソンズ・プロジェクト]
- Alan Branscombe & トニー・コー (1977)
- In Hoagland – ジョージィ・フェイム (1981) [Annie Ross and Hoagy Carmichael]
- "Secret Ceremony (Theme From Brond)" / "Wiping A Tear From The All Seeing Eye" 7" & 12" single versions (1987) [Scala Featuring Bill Nelson & Daryl Runswick] Cocteau
- My Family and Other Animals (1987)